# Avranville
Avranville là một xã ở tỉnh Vosges, vùng Grand Est, Pháp. Xã này có diện tích 10,89 km² dân số năm 1999 là 68 người. Xã này nằm ở khu vực có độ cao trung bình 400 m trên mực nước biển.
Những người dân trong vùng Avranville được gọi trong tiếng Pháp là Avranvillois.

## Biến động dân số
| 1962                                         | 1968 | 1975 | 1982 | 1990 | 1999 |
| -------------------------------------------- | ---- | ---- | ---- | ---- | ---- |
| 82                                           | 90   | 73   | 78   | 85   | 68   |
| Số liệu từ năm 1962: Dân số không tính trùng |      |      |      |      |      |